# 小行星6967
小行星6967是一颗围绕太阳公转的小行星。1991年11月11日，鈴木憲藏、浦田武在丰田市发现了此天体。
这颗小行星的绝对星等为19.76460236365812等。